# Maddalena (película)
Maddalena es una película italiana de 1954 dirigida por Augusto Genina. Se presentó en el Festival de Cannes de 1954.

## Reparto
- Märta Torén - Maddalena
- Gino Cervi - Don Vincenzo
- Charles Vanel - Giovanni Lamberti
- Jacques Sernas - Giovanni Belloni
- Valentine Tessier - Geltrude
- Isa Querio - Luisa
- Folco Lulli - Domenico

## Reconocimientos
Festival Internacional de Cine de Cannes de 1954
| Certamen        | Resultado |
| --------------- | --------- |
| Sección oficial | Incluida  |

2ª. edición del Festival de San Sebastián
| Certamen        | Resultado |
| --------------- | --------- |
| Sección oficial | Incluida  |